# Lehmann (månkrater)
För andra betydelser, se Lehmann (olika betydelser).
Lehmann är en nedslagskrater på månen. Lehmann har fått sitt namn efter den tyske astronomen Jacob Heinrich Wilhelm Lehmann.

## Satellitkratrar
| Lehmann | Latitud  | Longitud | Diameter |
| ------- | -------- | -------- | -------- |
| A       | 39.51° S | 53.87° V | 29,64 km |
| C       | 35.57° S | 50.17° V | 15,08 km |
| D       | 39.54° S | 57.49° V | 12,08 km |
| E       | 37.44° S | 54.96° V | 44,88 km |
| H       | 41.01° S | 58.73° V | 13,81 km |
| K       | 36.44° S | 50.53° V | 5,58 km  |
| L       | 36.42° S | 52.04° V | 5,85 km  |